# Piveteausaurus
A Piveteausaurus (jelentése 'Piveteau-gyík', a francia őslénykutatóra, Jean Piveteau-ra utalva) a theropoda dinoszauruszok egyik, neme, amely egy részleges, az észak-franciaországi Calvados megyében levő Marnes de Dives Formációból előkerült koponya alapján vált ismertté. A többi bazális tetanuránhoz hasonlóan két lábon járó húsevő volt. 2012-ben Thomas Holtz körülbelül 11 méter hosszúra becsülte az állatot.

## Történet és anatómia

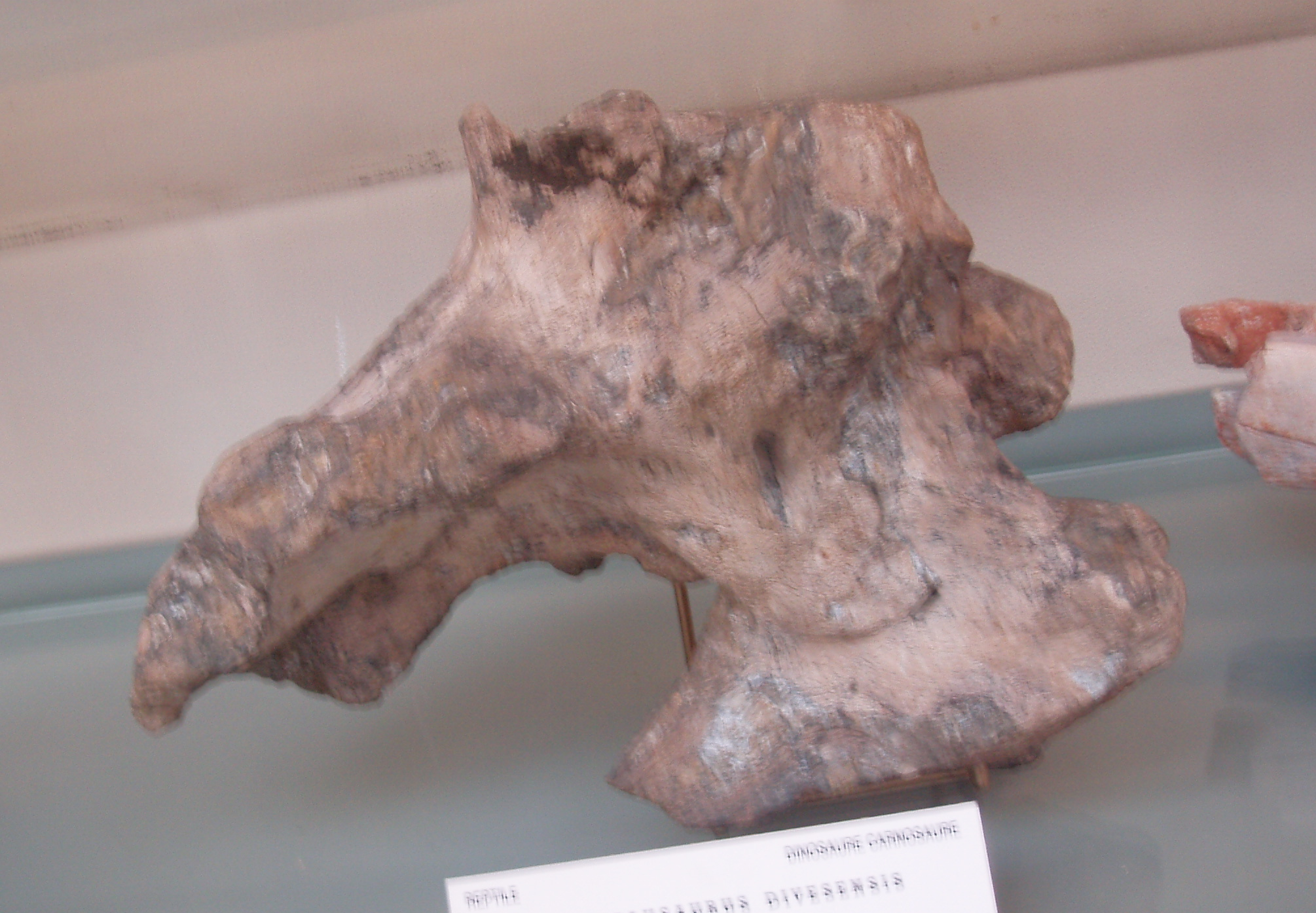
A Piveteausaurus divesensis agykoponyája

A Piveteausaurus holotípusává vált részleges agykoponyáról a francia őslénykutató, Jean Piveteau készített leírást 1923-ban, a Nemzeti Természetrajzi Múzeum (Muséum national d'histoire naturelle) MNHN 1920-7-es jelzésű lelete alapján. Az agykoponya hasonlít a nagy Allosauruséra. Piveteau a francia természettudós, Georges Cuvier által korábban ugyanitt talált, és az angol őslénykutató, Richard Owen által leírt több példánnyal egy csoportban helyezte el. A koponyát Owen Streptospondylus cuvieri néven leírt töredékeihez kapcsolta.
Az MNHN 1920-7 jelzésű leletre a késő jura időszaki oxfordi korszakhoz tartozó, normandiai Dives közelében levő Vaches Noires kőzeteiben találtak rá. A későbbi újraértékelés során a kőzetek korát a középső jura időszakhoz tartozó késő callovi korszakra, körülbelül 161 millió évvel ezelőttre tették.
Alick Walker 1964-ben, az Ornithosuchusról és a Carnosauria evolúciójáról szóló műve részeként újraértékelte az MNHN 1920-7-et. A leletet holotípusként az Eustreptospondylus új fajához, az E. divesensishez kapcsolta. A Cuvier által talált többi csonttöredéket, melyeket Owen „kényelmi szempontból” az S. cuvierihez kapcsolt, Walker jóváhagyása nélkül szintén áthelyezték az E. divesensis fajba. 1977-ben, Philippe Taquet és Samuel Paul Welles Piveteau tiszteletére Piveteausaurus néven saját nemet hozott létre a maradványok számára. Taquet és Welles eltávolította a faj leletanyagából a Walker által a koponyához kapcsolt koponya alatti (posztkraniális) csontokat. Később az agykoponyát Gregory S. Paul a Proceratosaurusénak (a P. divesensisének) tulajdonította, ezt azonban más kutatók nem fogadták el.
Bár az agykoponya egyedinek tűnik, a Piveteausaurus a kevés maradvány miatt nehezen osztályozható. A Ceratosaurusszal, az Eustreptospondylusszal, és a Proceratosaurusszal, hasonlították össze, és egyes esetekben a két utóbbi nem fajaként értelmezték. Jelenleg bazális tetanuránnak tekintik, melynek rokoni kapcsolatai bizonytalanok.

## Fordítás
- Ez a szócikk részben vagy egészben  a   Piveteausaurus című angol Wikipédia-szócikk ezen változatának fordításán alapul.  Az eredeti cikk szerkesztőit annak laptörténete sorolja fel. Ez a jelzés csupán a megfogalmazás eredetét és a szerzői jogokat jelzi, nem szolgál a cikkben szereplő információk forrásmegjelöléseként.

## Ajánlott irodalom
- Glut, Donald F.. Piveteausaurus, Dinosaurs: The Encyclopedia. Jefferson, North Carolina: McFarland & Co, 706–707. o. (1997). ISBN 0-89950-917-7